# Thecla petus
Thecla petus är en fjärilsart som beskrevs av Fabricius 1793. Thecla petus ingår i släktet Thecla och familjen juvelvingar. Inga underarter finns listade i Catalogue of Life.